# Hitchhaken

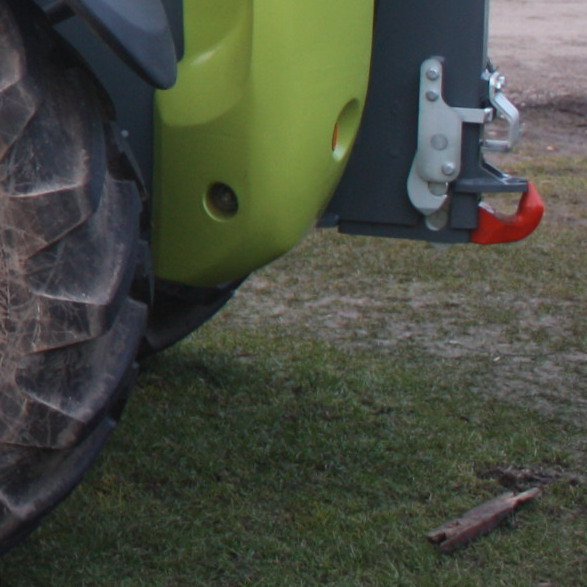
Seitenansicht eines Hitchhakens (rot) am Heck eines Claas-Teleskopladers

Ein Hitchhaken (englisch hitch = allgemein für Zugvorrichtung, Kupplung) ist eine Anhängerkupplung, die in der Landtechnik vor allem an Traktoren Verwendung findet und die „Untenanhängung“ von Arbeitsgeräten und insbesondere von Starrdeichselanhängern ermöglicht. Dazu ist die auch Hitchkupplung oder kurz Hitch genannte Vorrichtung mittig als tiefster Punkt am Fahrzeugheck angebracht.
Ein Hitchhaken besteht aus einem bogenförmigen, nach oben spitz zulaufenden Metallteil und einem beim Ankuppeln automatisch einrastenden Niederhalter, der die Zugöse („Hitchring, Hitchöse, Hitchzugöse“) des anzuhängenden Geräts bzw. Anhängers auf dem Haken fixiert. In der Regel ist der Hitchhaken höhenbeweglich mit der Dreipunkthydraulik verbunden und als fernbetätigte (vom Fahrersitz aus zu bedienende) Kupplung ausgebildet.
Technisch beschrieben und standardisiert sind Hitchhaken verschiedener Dimensionen in der DIN 9678 und in der ISO 6489-1.
Angehängt werden dürfen – je nach Größe des Hitchhakens – Hitchzugösen der Normen ISO 5692 und ISO 20019.
Vorteilhaft bei Hitchhaken ist neben der tiefen Anhängemöglichkeit der einfache Kupplungsvorgang und die gute Winkelbeweglichkeit (zur Traktor-Querachse und seitlich). Von Nachteil ist die geringe Kontaktfläche zur Zugöse, wodurch es zu erheblichem Verschleiß kommen kann. Im Vergleich zu den ebenfalls mit Zugösen nutzbaren Bolzen- und Zugpendel-Kupplungen sind Hitchhaken einfach aufgebaut und kostengünstig austauschbar. Noch günstiger und auch etwas weniger verschleißanfällig, jedoch beim An- und Abkuppeln mit höherem Arbeitsaufwand verbunden, sind Piton-Fix-Kupplungen.